# Andranòdoros
Andranòdoros o Andranòdor (en llatí Handranodorus, en grec antic Ἀνδρανόδωρος) va ser un polític grec, tirà de Siracusa durant la Segona Guerra Púnica.
Era gendre de Hieró II de Siracusa, casat amb la seva filla Demarata. Va ser nomenat guardià de Jerònim de Siracusa, el net de Hieró quan aquest va morir l'any 215 aC. Va aconsellar al jove tirà de trencar l'aliança amb els romans i fer-la amb Hanníbal. El 214 aC Jerònim va caure assassinat i Andranòdoros es va apoderar de la ciutadella i les principals fortaleses per assolir el poder, però davant de les dificultats, finalment el 213 aC va jutjar que era més prudent renunciar al govern i que Siracusa continués lliure. Els siracusans van elegir diversos generals per a dirigir la ciutat, entre ells, Andranòdoros i Sòpater i Dinòmedes, dos dels assassins de Jerònim. Tot i així el poble no va quedar satisfet i finalment va ser assassinat, probablement l'any 212 aC, segons diu Titus Livi.